# Totonno's
Totonno's es una pizzeria ubicada en el 1524 Neptune Avenue (entre las calles 15 Oeste y 16 Oeste) en Coney Island en Brooklyn, Nueva York. Fue abierta en 1924  por Antonio "Totonno" Pero.

## Historia
Totonno fue un empleado en la pizzería Lombardi's en Spring Street en Little Italy que se inauguró en 1905 cuando empezó a vender pasteles de tomate cocinados en un horno de carbón y envueltos en papel amarradas con un pavilo. En 1924, Totonno dejó Lombardi's para abrir su propia pizzería en Coney Island, llamada "Totonno's". Es propiedad de Louise Ciminieri y es conocida por sus colas ante la puerta, su longevidad y su comida. Pero puede ser visto en una fotografía junto a Lombardi, de cuyo negocio salió en 1924, «poco después de que el metro empezó a ir hasta las cercanías de Coney Island, y abrió su propio lugar ahí».
La pizza de Totonno's se hace de la misma manera desde 1924 y, «junto con su hermano ubicado en Brooklyn Di Fara Pizza, Grimaldi's y Franny's [...] está considerada entre las mejores del país por personas que han dedicado su vida a ello». James Oseland, editor en jefe de la revista Saveur atribuye a Totonno's un «perfil de sabor que es la por excelencia de la ciudad de Nueva York».
Totonno's es una de un puñado de pizzerías que usan un horno de ladrillo alimentado por carbón, que imparte un sabor único a las pizzas cocinadas en él. Los hornos nuevos no son aceptados por las leyes ambientales de Nueva York, pero los hornos antiguos mantienen su autorización mientras que el negocio sigua funcionando.
La ubicación original fue dañada por un incendio en el 2009, pero reabrió. En octubre del 2012, Totonno's estuvo entre varios restaurantes monumentales de Nueva York que fueron devastados por el Huracán Sandy. Aunque ellos planearon abrir hacia el final del año, reabrieron recién a mediados de enero del 2013. En el 2021 cerraron temporalmente debido a la Pandemia de COVID-19 en Nueva York.
Totonno's ha aparecido en shows de televisión como Ugly Delicious, Somebody Feed Phil y The Pizza Show.